# Ring 0
Il Ring 0 (detta in francese: Ring de Bruxelles e in olandese: Grote Ring rond Brussel) è un'autostrada che funge da tangenziale per l'agglomerato di Bruxelles, comprende la regione di Bruxelles-Capitale e diversi comuni fiamminghi e valloni nelle immediate vicinanze. Una delle prime sezioni fu costruita alla fine degli anni '60 come parte dell'autostrada Bruxelles-Parigi. Il percorso dell'autostrada è stato esteso a sud passando attraverso i comuni di Braine-l'Alleud, Waterloo, Auderghem, Tervuren, Zaventem, Vilvoorde, Anderlecht, Beersel, Halle costituendo un anello che unisce la parte settentrionale utilizzando il percorso di una strada preesistente attraverso la foresta, la route de Mont-Saint-Jean.
Si tratta di una autostrada ad alta velocità di 75 chilometri con circa 7 milioni di veicoli che la percorrono ogni giorno in quanto è utilizzata sia per viaggiare a Bruxelles che per effettuare transiti.
La sua elevata densità di traffico con oltre 200.000 veicoli al giorno su determinate sezioni nel 2011 e i suoi ingorghi stradali molto frequenti gli hanno fatto guadagnare una cattiva reputazione. Questa situazione è spiegata dall'importanza e dall'influenza della città su tutto il Belgio (dalla sua popolazione e dal suo gran numero di posti di lavoro devoluti in particolare a migliaia di pendolari fiamminghi e valloni). Ha una posizione geografica che la rende il vero punto centrale del paese.